# Палау на Летњим олимпијским играма 2004.
Палау је на Олимпијским играма у Атини 2004. учествовао са четворо спортиста (два мушкарца и две жене), који су се такмичили у три индивидуална спорта. Било је то друго учешће земље на Летњим олимпијским играма од пријема у МОК.
Заставу Палауа на свечаној церемонији отварања Олимпијских игара 2004. носио је рвач Џон Тарконг јр, који је уједно био и најстарији учесник Палауа са 38 година и 262 дана. Најмлађа је била пливачица слободним стилом Евелин Ото са 15 година и 150 дана.
Олимпијски тим Палауа је остао у групи екипа које нису освојиле ниједну медаљу.

## Учесници по дисциплинама
| Спорт     | Мушкарци | Жене | Укупно |
| --------- | -------- | ---- | ------ |
| Атлетика  | 1        | 1    | 2      |
| Рвање     | 1        | 0    | 1      |
| Пливање   | 0        | 1    | 1      |
| Укупно(3) | 2        | 2    | 4      |

## Резултати

### Атлетика

#### Мушкарци
| Атлетичар Лини рекорд | Дисциплина | Група    | Група      | Четвртфинале     | Четвртфинале     | Полуфинале       | Полуфинале       | Финале           | Финале       | Детаљи |
| Атлетичар Лини рекорд | Дисциплина | Резултат | Место      | Резултат         | Место            | Резултат         | Место            | Резултат         | Место        | Детаљи |
| --------------------- | ---------- | -------- | ---------- | ---------------- | ---------------- | ---------------- | ---------------- | ---------------- | ------------ | ------ |
| Расел Роман 23,68     | 200 м      | 24,89    | 8 у гр. 7. | Није се пласирао | Није се пласирао | Није се пласирао | Није се пласирао | Није се пласирао | 53 / 53 (55) |        |

#### Жене
| Атлетичар Лини рекорд  | Дисциплина | Група    | Група      | Четвртфинале      | Четвртфинале      | Полуфинале        | Полуфинале        | Финале            | Финале  | Детаљи |
| Атлетичар Лини рекорд  | Дисциплина | Резултат | Место      | Резултат          | Место             | Резултат          | Место             | Резултат          | Место   | Детаљи |
| ---------------------- | ---------- | -------- | ---------- | ----------------- | ----------------- | ----------------- | ----------------- | ----------------- | ------- | ------ |
| Нгерак Флоренсио 12,53 | 100 м      | 12,76    | 7. у гр. 3 | Није се пласирала | Није се пласирала | Није се пласирала | Није се пласирала | Није се пласирала | =53 /63 |        |

### Рвање
Мушкарци грчко-римски стил
| Рвач           | Дисциплина          | Групни турнир                                                        | Место            | Четвртфинале     | Полуфинале       | Финале     | Финале | Детаљи |
| Рвач           | Дисциплина          | Резултат Место                                                       | Место            | Резултат Место   | Резултат Место   | Резултат   | Место  | Детаљи |
| -------------- | ------------------- | -------------------------------------------------------------------- | ---------------- | ---------------- | ---------------- | ---------- | ------ | ------ |
| Џон Тарконг јр | -96 кг грчко-римски | Група 3 · Chkhaidze Киргистан · Пор. 0:4 · Динчев Бугарска · Пор 0:4 | Није се пласирао | Није се пласирао | Није се пласирао | 20/21 (22) |        |        |

### Пливање
Жене
| Пливачица Лини рекорд | Дисциплина    | Група | Група      | Полуфинале        | Полуфинале        | Финале            | Финале      | Детаљи |
| Пливачица Лини рекорд | Дисциплина    | Време | Пласман    | Време             | Пласман           | Време             | Пласман     | Детаљи |
| --------------------- | ------------- | ----- | ---------- | ----------------- | ----------------- | ----------------- | ----------- | ------ |
| Евелин Ото 33,30      | 50 м слободно | 33,04 | 6. у гр. 2 | Није се пласирала | Није се пласирала | Није се пласирала | 70/ 73 (75) |        |